# تازه‌آباد (پسیخان، جنوب)
تازه‌آباد روستایی در دهستان پسیخان بخش مرکزی شهرستان رشت استان گیلان ایران است.

## جمعیت
بر پایه سرشماری عمومی نفوس و مسکن در سال ۱۳۹۵ جمعیت این روستا ۱۰۱ نفر (۳۴خانوار) بوده‌است.